# Карбид магния
Карбид магния — бинарное неорганическое соединение магния и углерода с формулой MgС2. Известен также карбид магния с формулой Mg2C.

## Получение
- Спеканием фторида магния и карбида кальция:

{\displaystyle {\ce {MgF2 + CaC2 ->[\tau ^oC] MgC2 + CaF2}}}
- Пропуская ацетилен над порошком магния:

{\displaystyle {\ce {Mg + H2C2 ->[500^oC] MgC2 + H2}}}
- Восстанавливая пентан порошком магния при 650 °C, можно получить более сложный карбид {\displaystyle {\ce {Mg2C3}}}.

## Физические свойства
Карбид магния образует кристаллы тетрагональной сингонии, параметры ячейки a = 0,555 нм, c = 0,503 нм, Z = 4.

## Химические свойства
- При нагревании разлагается с образованием промежуточного карбида Mg2С3:

{\displaystyle {\ce {MgC2 ->[570-610^oC][-C] Mg2C3 ->[700^oC] Mg + C}}}
- Взаимодействует с водой:

{\displaystyle {\ce {MgC2 + 2H2O -> Mg(OH)2 + H2C2}}}